# Tiroteio na Universidade Dawson
O tiroteio na Universidade Dawson ocorreu em 13 de setembro de 2006, em Montreal, Quebec. O perpetrador, Kimveer Singh Gill, começou a atirar do lado de fora da entrada da escola no De Maisonneuve Boulevard e dirigiu-se ao átrio perto do refeitório no andar principal. Uma pessoa morreu ainda no local, enquanto outras 19 ficaram feridas, oito das quais estavam em estado crítico, e seis necessitaram de cirurgia. O atirador posteriormente cometeu suicídio. Foi o terceiro tiroteio fatal em uma escola em Montreal, depois do massacre da École Polytechnique em 1989 e do tiroteio na Universidade Concordia em 1992.

## Vítimas
As autoridades locais confirmaram a morte de apenas uma vítima, uma mulher de 18 anos que havia levado um tiro no abdômen e morrido no local. Jornais canadenses identificaram posteriormente a mulher como Anastasia Rebecca De Sousa.
A Polícia de Montreal informou posteriormente que outras 19 pessoas haviam ficado feridas. Um homem que supostamente estava na Universidade Dawson para visitar amigos, sofreu dois tiros na cabeça. Ele foi submetido a uma cirurgia intensiva; os médicos removeram uma bala e ele permaneceu em coma por uma semana após o tiroteio, enquanto os médicos determinavam se deveriam tentar remover a segunda bala. Depois de duas semanas, ele saiu do coma e desde 3 de Novembro de 2006 estava se recuperando.

## Perpetrador
Kimveer Gill era um homem canadense de 25 anos nascido em 9 de julho de 1981 em Lachine, Quebec. Seus pais eram descendentes de Punjabi e se mudaram da Índia para Saint-Laurent, Quebec, no início de 1981. A família mais tarde se estabeleceu na área Fabreville em Laval, Quebec, em 1987.
Kimveer mais tarde frequentou a Rosemere High School e foi descrito pelos professores como um rapaz quieto. Apesar dos primeiros relatos da mídia, ele teve um bom desempenho acadêmico, e a maioria dos alunos se lembra dele como tendo amigos e aparntando nunca tendo sofrido bullying. Ele terminou o ensino médio em junho de 1998 e matriculou-se no Vanier College com seus amigos Steven Kulczycki, Andrew Page e Jason Rust. No entanto, ele o abandonou em janeiro de 1999.
Gill participou brevemente treinamento militar da Escola de Liderança e Recrutamento das Forças Canadenses em Saint-Jean-sur-Richelieu, Quebec, de 17 de janeiro a 16 de fevereiro de 1999. Ele não concluiu seu treinamento básico por razões desconhecidas. Ele foi dispensado voluntariamente antes de receber extenso treinamento com armas por ter sido considerado inapto. Apesar de sua saída, Gill era membro de um clube de rifle e visitou as instalações de Ville Saint-Pierre no dia anterior ao tiroteio.
O perfil do assassino foi descoberto em um site chamado VampireFreaks sob o nome “fatality666”. O último login foi às 10:35 da manhã no dia do tiroteio.